# Eugen Dühring
Karl Eugen Dühring, född 12 januari 1833 i Berlin, död 21 september 1921 i Nowawes, Babelsberg, var en tysk filosof och nationalekonomisk skriftställare.
Dühring var först ämbetsman, men studerade från början av 1860-talet filosofi, sociala frågor samt naturvetenskap. År 1864 blev han docent i filosofi vid universitetet i Berlin och utvecklade såsom sådan en omfattande verksamhet, vilken ej hindrades ens av att en svår ögonsjukdom till slut gjorde honom helt blind. På grund av tvister med de akademiska myndigheterna avlägsnades han 1877 från docenturen. 
Dühring var den förste förespråkaren för positivismen i Tyskland och antog i likhet med Auguste Comte rummets och sinnevärldens verklighet samt möjligheten att omedelbart genom perceptionen och det sinnliga förståndet vinna ett filosofiskt vetande. Han hyllar dock avgjort materialismen, ser i atomerna samt i dessas inneboende krafter den yttersta förklaringsgrunden till världsalltets innehållsrikedom och finner självmedvetandet hos människan vara resultatet av en viss bestämd växelverkan mellan organismens fysisk-kemiska krafter. Någon själ existerar inte. Naturen har en gång börjat att genom en oförklarad "urtilldragelse" utveckla sig till organiskhet och fortgående fullkomning, enligt lagen om det identiskas differensbildning. På det praktiska området försökte han genomföra en vetenskapligt rättfärdigad optimistisk världsbetraktelse, i polemisk motsats till såväl den Malthus-Darwinska "befolkningspessimismen" som den Schopenhauer-Hartmannska "Jenseitigkeitspessimismen". 
Dühring gjorde sig även känd som författare av antisemitiska skrifter. Av hans arbeten utkom på svenska "Vägen till kvinnans högre fackbildning samt lärosättet vid universiteten" (1889). Hans kritik av marxismen föranledde Friedrich Engels att författa boken Anti-Dühring (1878).